# 박청부
박청부(朴淸夫, 1942년 2월 1일 ~ , 경남 창녕)는 보건사회부 차관과 증권감독원 원장을 역임한 전직 공무원이자, 한양대학교 상과대학 겸임교수를 지낸 교육자이고,  성도회계법인 회장을 역임하였다. 

## 학력
- 경남고등학교 졸업
- 서울대학교 경제학과 학사
- 미국 테네시 대학교 대학원 경제학 석사

## 경력
- 제10회 계리사 시험 합격
- 제4회 행정고시 합격
- 경제기획원 예산실장
- 보건사회부 차관
- 한국가스공사 대표이사
- 증권감독원장
- 부산대학교 상과대학 초빙교수
- 한양대학교 상과대학 겸임교수
- 성도회계법인 회장

| 전임 윤성태 | 제18대 보건사회부 차관 1992년 4월 1일 ~ 1993년 3월 3일 | 후임 최수병 |

| 전임 이경식 | 제4대 한국가스공사 사장 1993년 3월 27일 ~ 1994년 12월 28일 | 후임 한갑수 |

| 전임 백원구 | 제7대 증권감독원 원장 1996년 6월 4일 ~ 1998년 2월 4일 | 후임 (직무대행)이상혁 이헌재 |